# Bismarckwerk

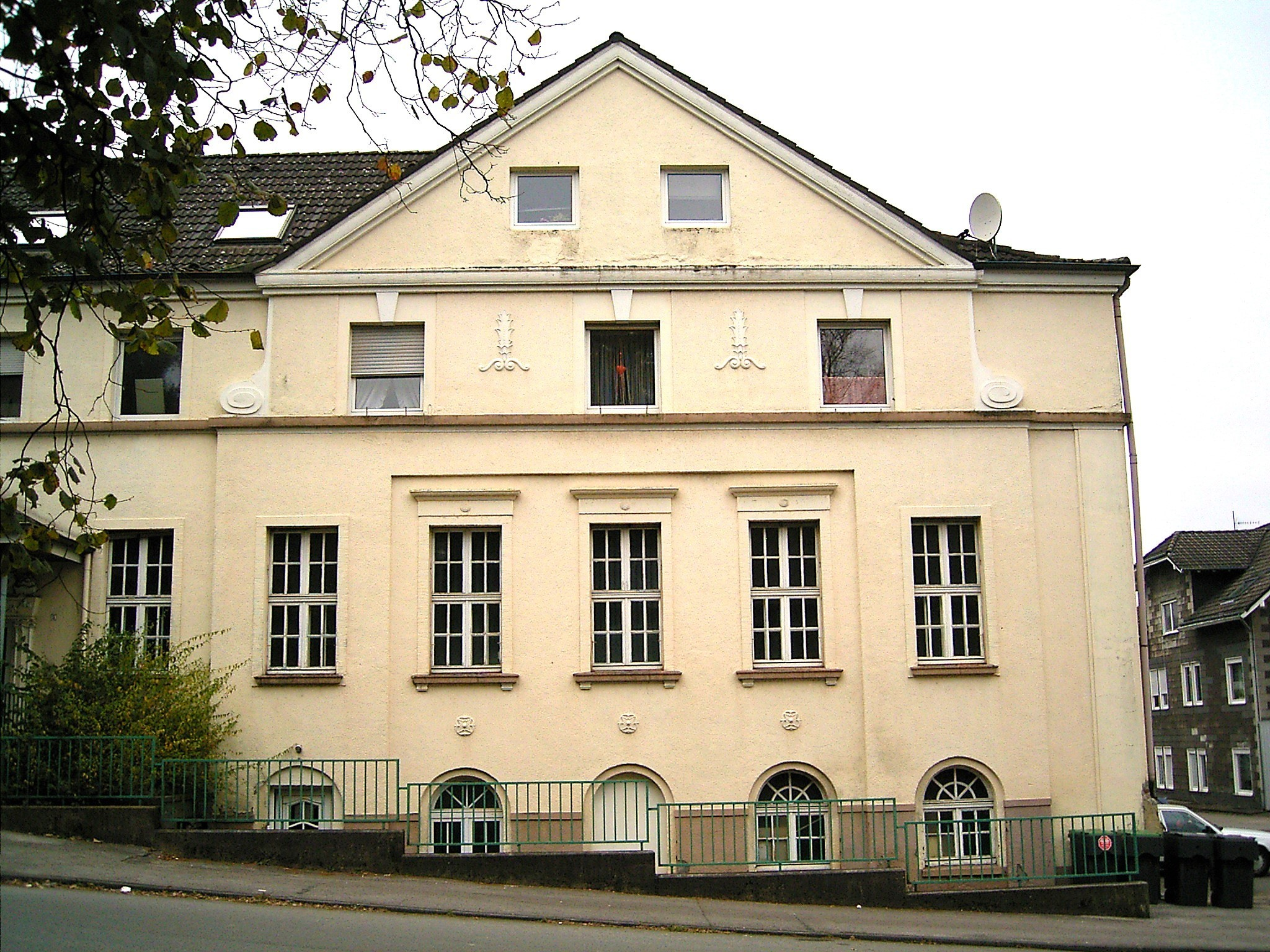
Gebäude des Bismarckwerks, 2007

Aktie über 1000 DM der Bismarckwerke vom Oktober 1950

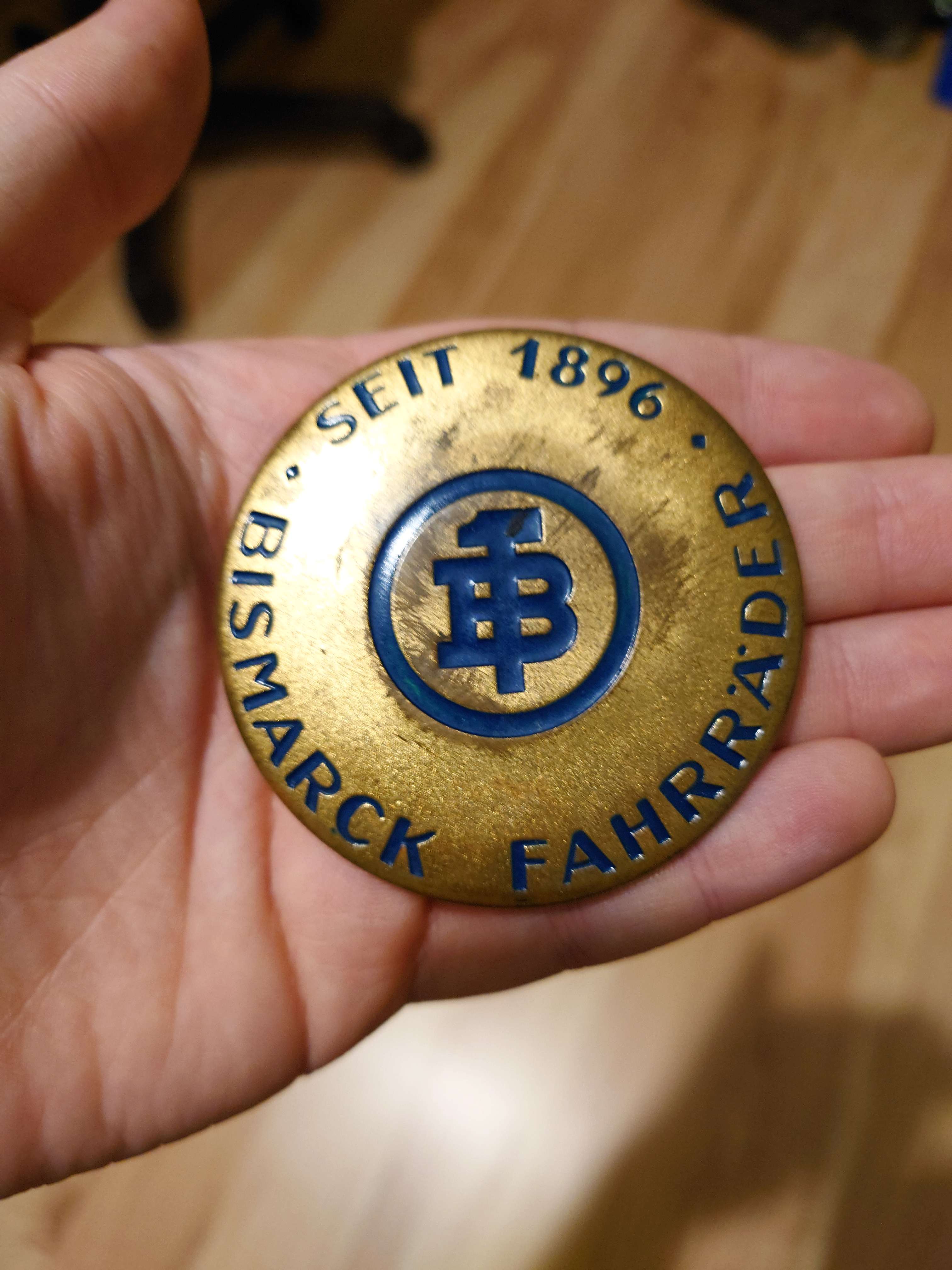
Logo mit Gründungsjahr auf der Rückseite eines Handspiegels.

Das Bismarckwerk war ein 1896 gegründetes Unternehmen im Radevormwalder Stadtteil Bergerhof, das Motorräder und Fahrräder produzierte und dem zeitweise der Gründer der Firma Alfred H. Schütte als Vorsitzender des Aufsichtsrats angehörte.
Die erhaltenen Gebäude des Unternehmens werden heute für verschiedene gewerbliche Zwecke genutzt, sind als Wohnraum ausgewiesen oder stehen leer.

## Motorräder
Unter dem Namen Bismarck wurden von 1904 bis 1956 Motorräder produziert. In der ersten Phase bis 1908 verwendete man großvolumige Einbaumotoren von Minerva, Fafnir und Anzani. Nach einem Neubeginn 1931 wurden Ilo- und Sachs-Motoren eingebaut.

## Fahrräder
Von Anfang an wurde dem Auslandsgeschäft für Fahrräder besondere Aufmerksamkeit geschenkt. Dänemark, Norwegen und Schweden konnten schon bald als Absatzländer gewonnen werden. Es zeigte sich aber, dass der Name des Altreichskanzlers, dessen Persönlichkeit in der ganzen Welt bekannt war, auch gewisse Schwierigkeiten für das Geschäftsleben mit sich brachte, denn nicht überall war Otto von Bismarck als politische Persönlichkeit beliebt. Um den Empfindungen der Auslandsmärkte entgegenzukommen, wurde daher für das Auslandsgeschäft der schutzrechtlich eingetragene Namen SKANDIA für die Fahrräder gewählt. SKANDIA trägt die nordische Sonne als Symbol.
Neben den skandinavischen Staaten wurde besonders die benachbarten Niederlande erfolgreich beworben, da sich dort noch keine eigene Fahrradindustrie entwickelt hatte. Verhältnismäßig große Mengen von Fahrrädern, die einen beträchtlichen Teil der Produktion ausmachten, gingen deshalb in die Niederlande. Für Bayern wurde die eigene Marke SIEGFRIED auf den Markt gebracht. Durch große Anstrengungen kam auch die Schweiz als Exportmarkt hinzu, ebenso Finnland und sogar der Orient. 
Von 1946 bis 1956 unterhielt die Firma ein professionelles Radsportteam unter dem Namen Bismarck.
Heute ist die BICO Zweirad Marketing GmbH Eigentümerin der Marke Bismarck. Die Fahrräder werden von der Fahrradmanufaktur Engelbert Meyer aus Sevelten im Landkreis Cloppenburg hergestellt.
Im Heimatmuseum Radevormwald und beim IG Bismarck Zweiräder e. V. Radevormwald sind Original-Zweiräder und deren Geschichte ausgestellt.

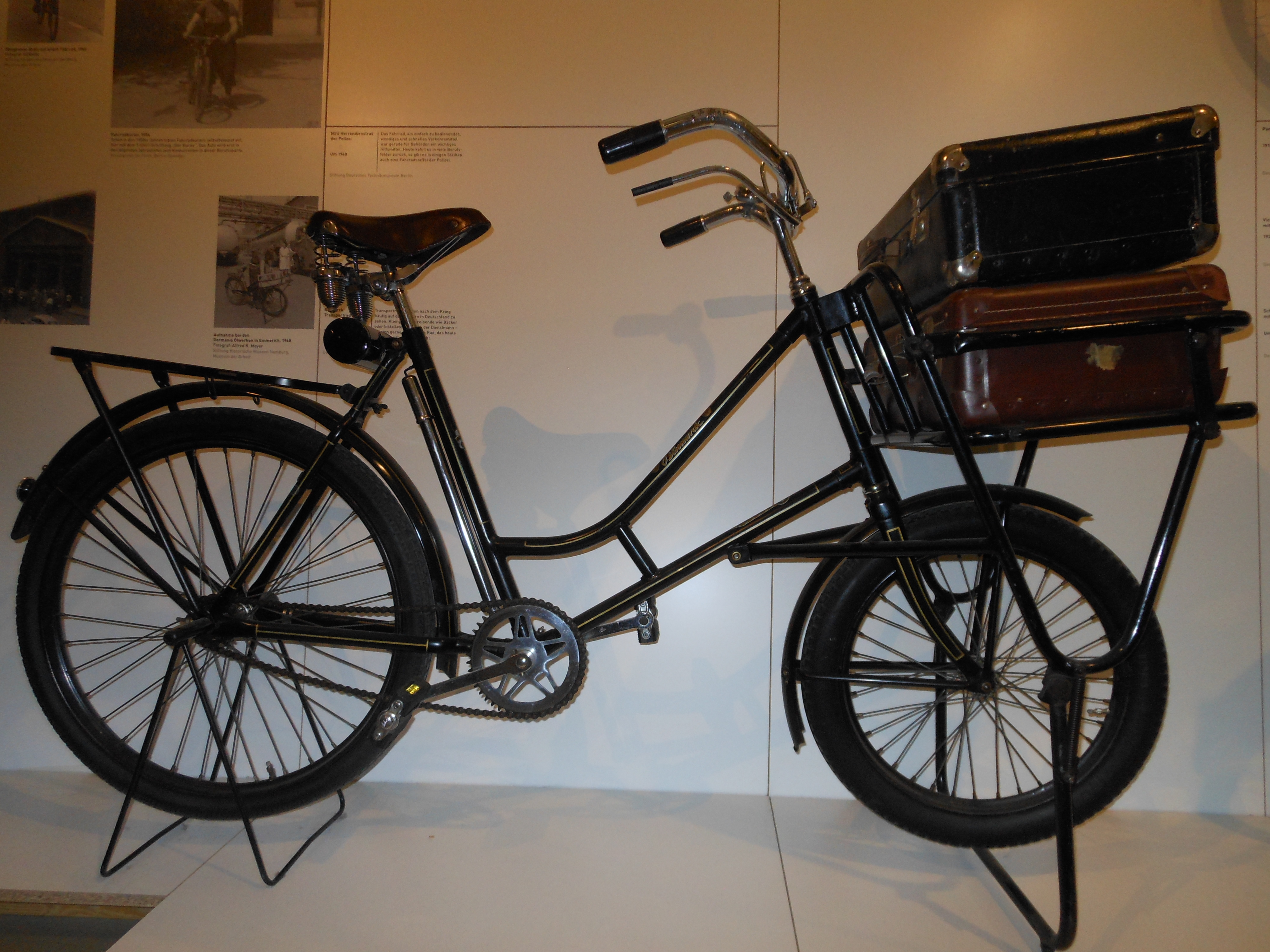
Transportfahrrad von 1959
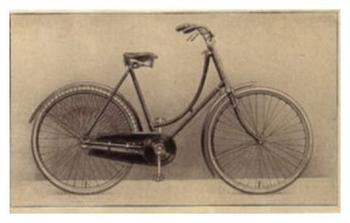
Skandia-Fahrrad (1921)
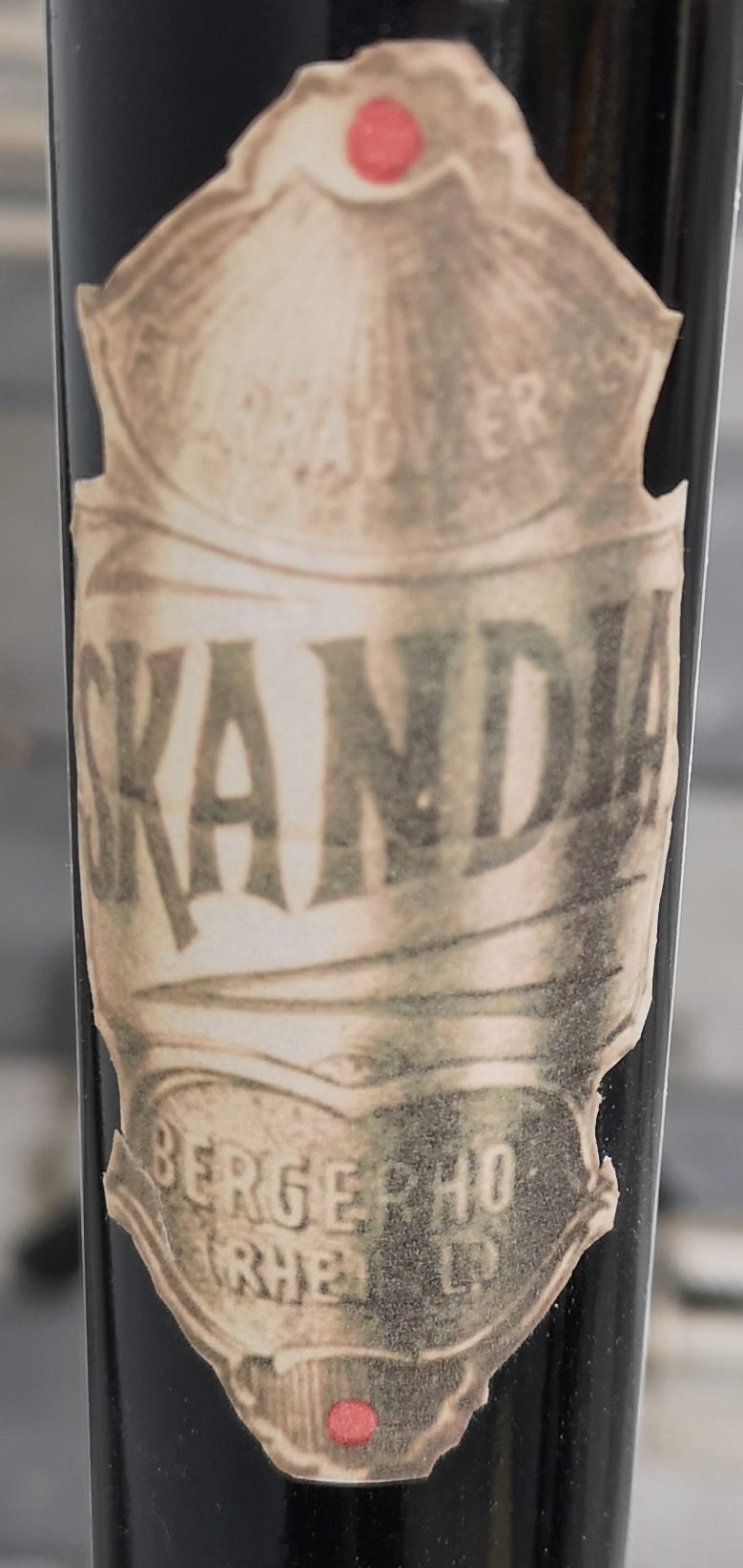
Skandia-Markenschild
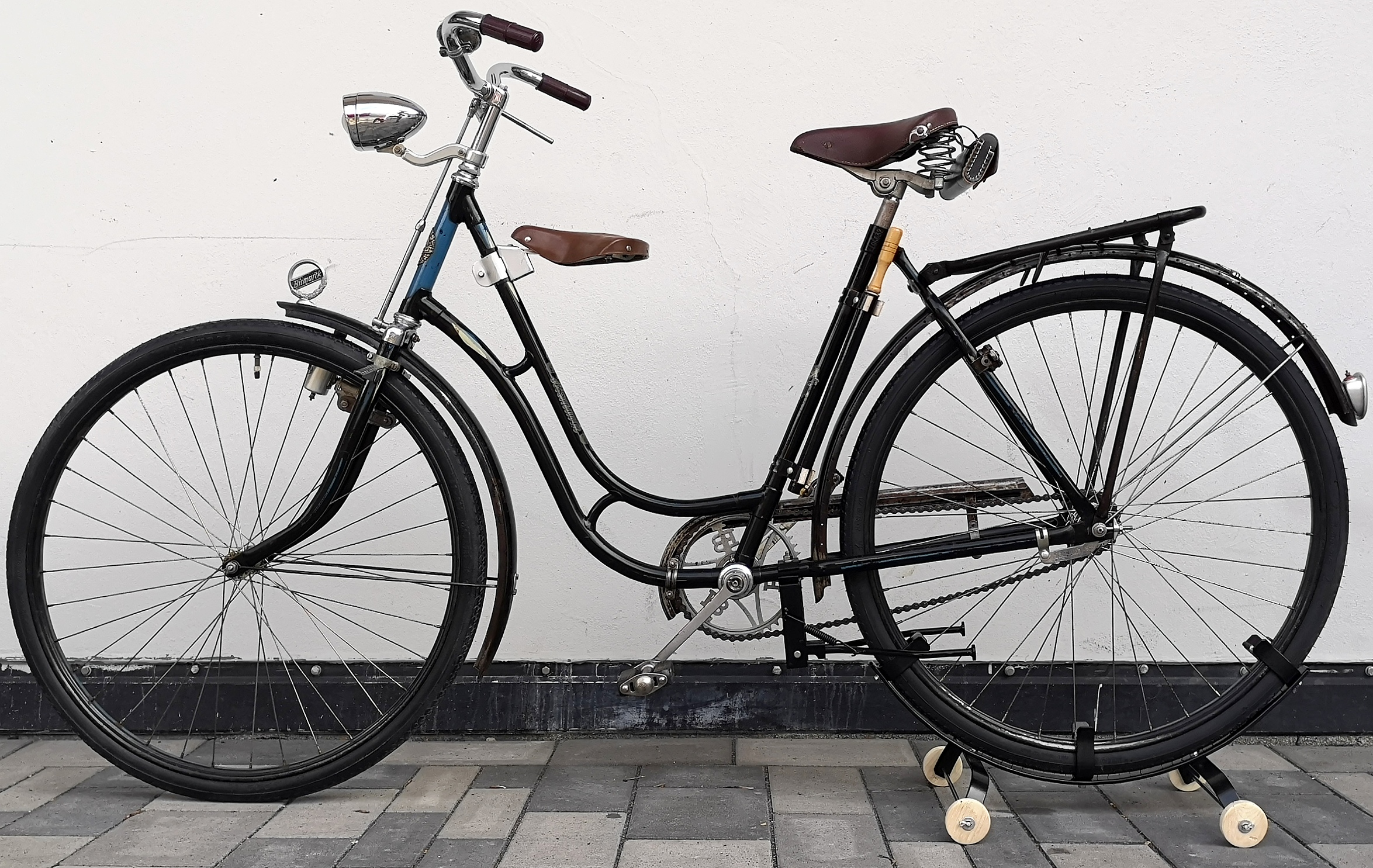
Damenrad mit Kindersitz
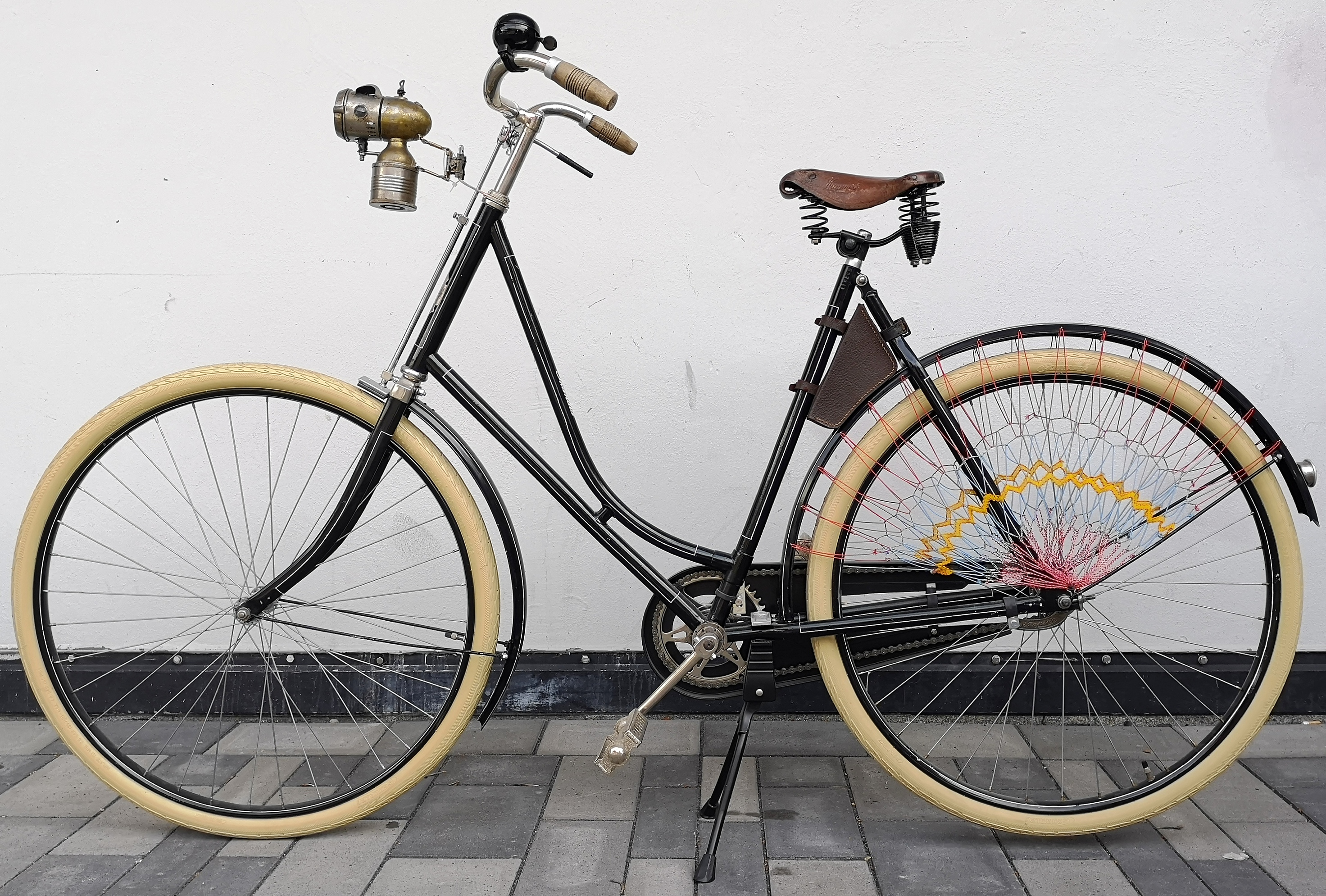
Damenrad von 1923
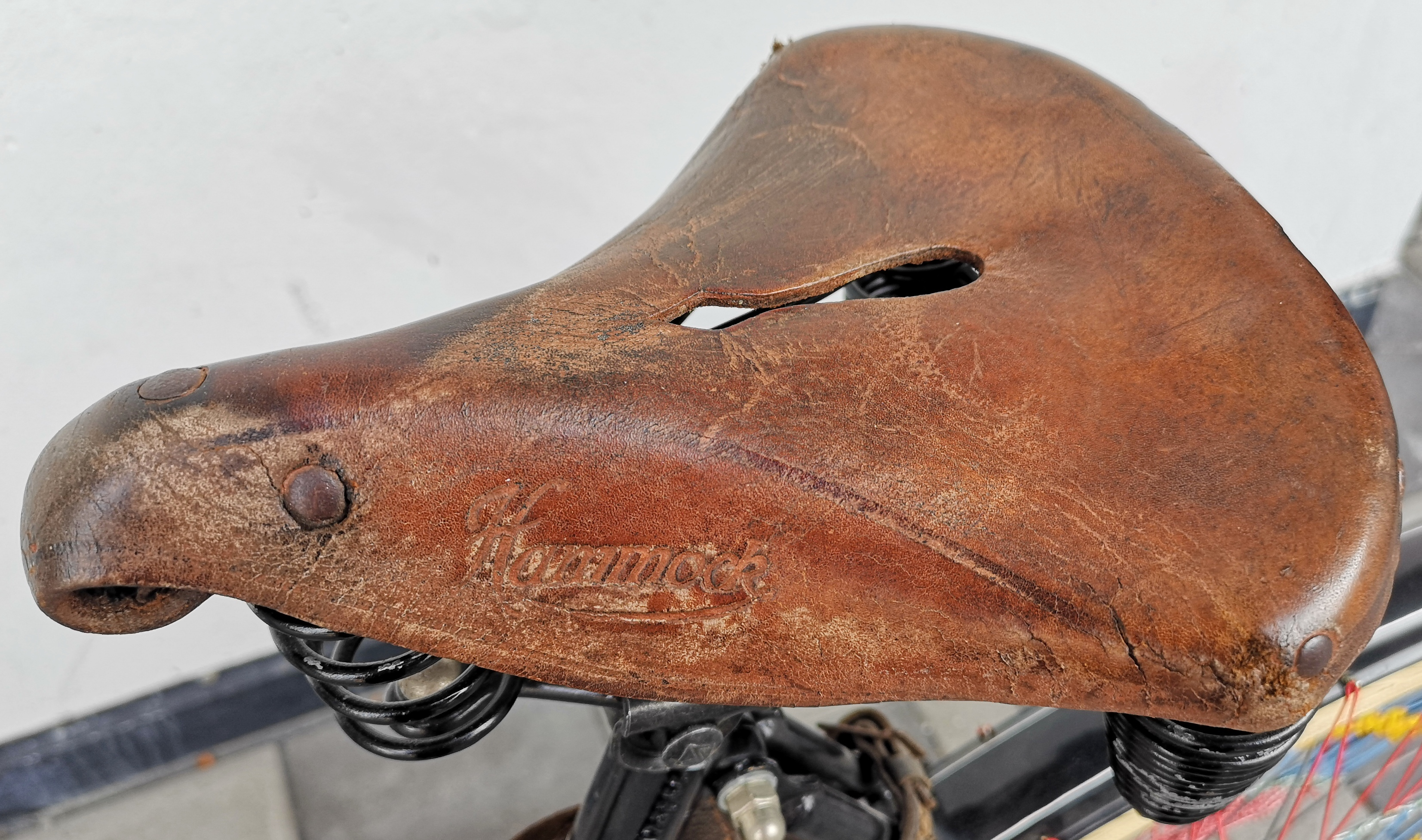
Detail des Damenrads von 1923: Hammock-Sattel
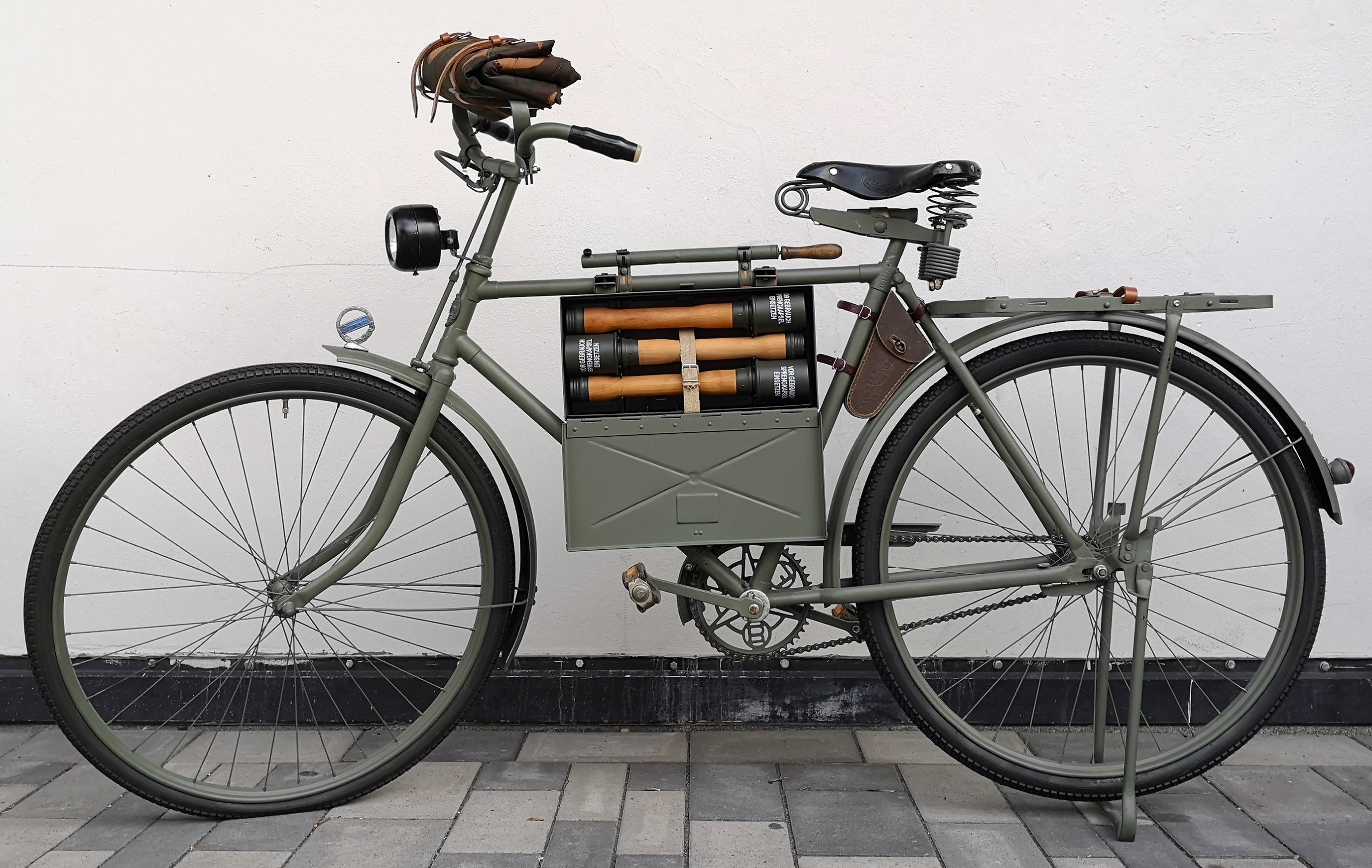
Truppenfahrrad von 1939 mit großem Gepäckträger, Handgranaten-Munitionskiste und Mantelhalter
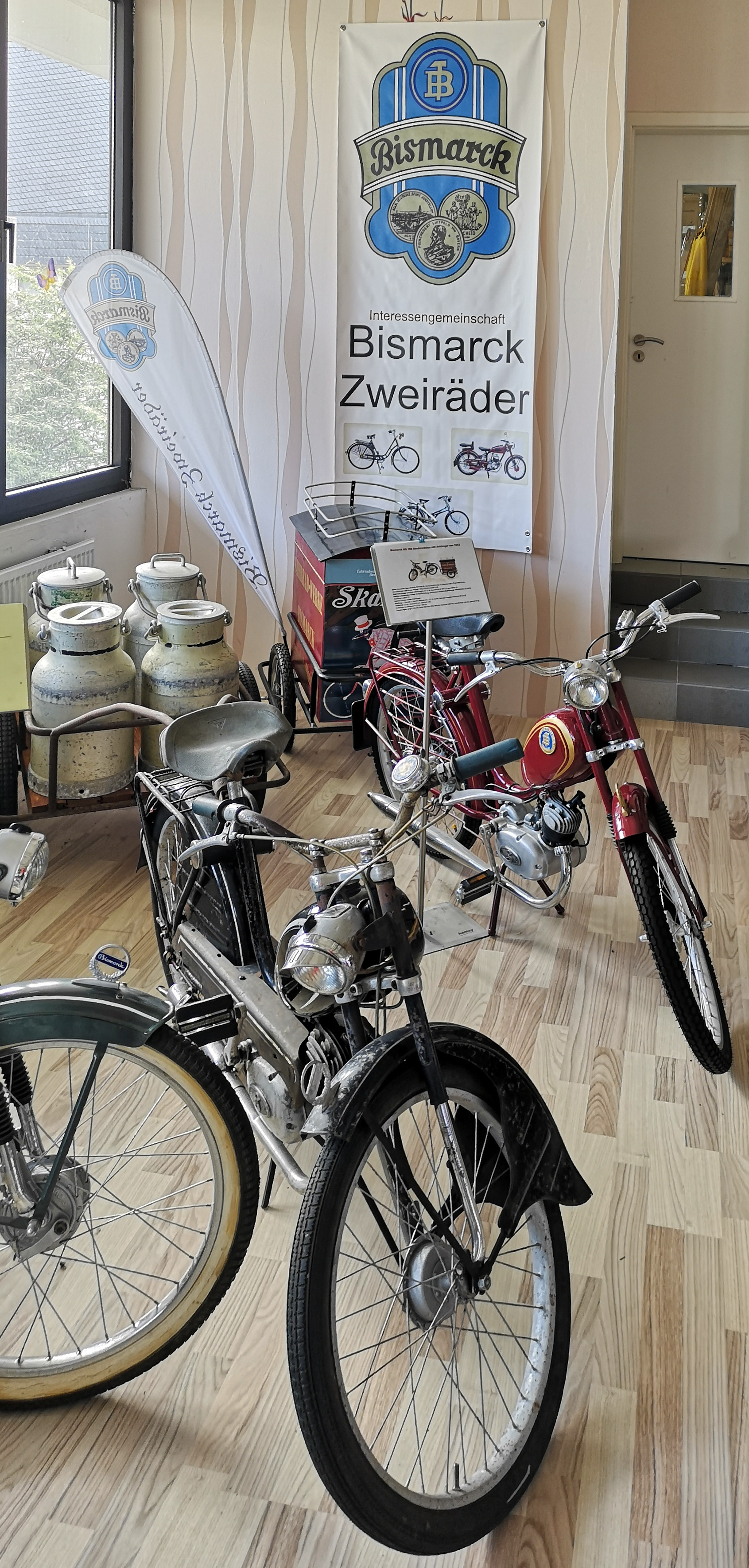
Speditionsräder
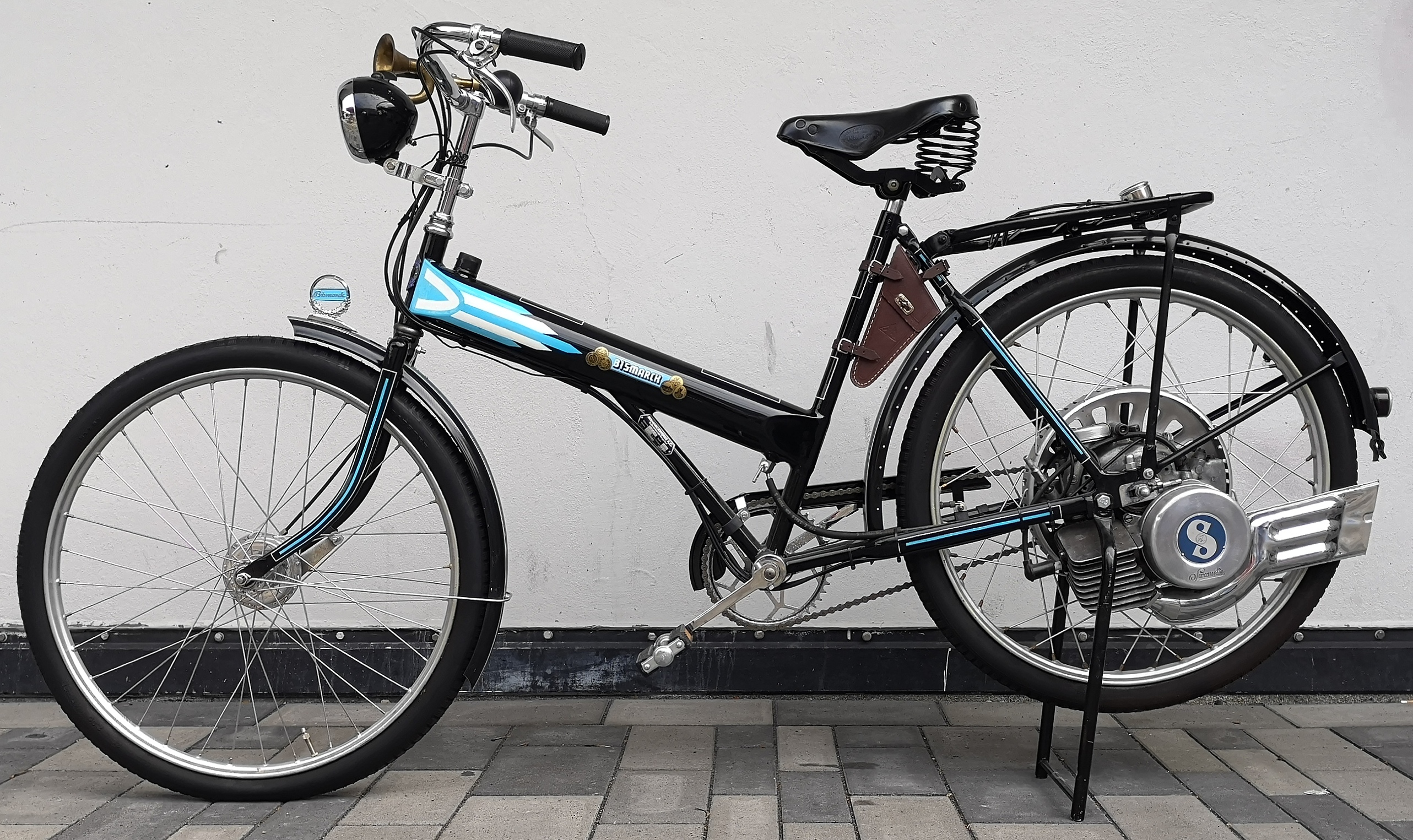
Saxonette